# Bataille de Logandème
Notes
La bataille a commencé vers 9 heures. Environ 30 minutes plus tard, les Sérères, dépassés par la puissance militaire française, se retirèrent. Cependant, en quelques minutes, ils réapparurent sur le champ de bataille et tentèrent à deux reprises de briser les rangs français. Ils échouèrent et furent défaits par les forces françaises,. Ndam Sanou et Diakhaté firent partie des personnes tuées. Le premier mourut sur le champ tandis que le second est décédé plus tard des blessures qu'il avait subies à la bataille.

La bataille de Logandème est livrée le 18 mai 1859 dans le cadre de la résistance opposant le peuple sérère du Royaume du Sine, dirigé par le roi Maad a Sinig Coumba Ndoffène Famak Diouf, aux troupes coloniales françaises, dirigées par Louis Faidherbe, gouverneur du Sénégal nommé par le gouvernement français à Paris. L'affrontement a eu lieu à Logandème, un quartier de Fatick, ville du royaume précolonial sérère du Sine, aujourd'hui située au Sénégal,.

## Contexte de la bataille
Après la défaite de la reine Ndaté Yalla Mbodj du Waalo en 1855, le gouverneur français Faidherbe décide de déclarer la guerre aux royaumes sérères du Sine et du Saloum, annonce tous les traités déjà signés entre les rois Sérères et les Français nuls et non avenus, et demande la mise en place de nouveaux traités selon les termes de Faidherbe. D'après des chercheurs, comme Klein, c'était une énorme erreur de la part des Français, car ouvrant la voie aux rois Sérères futurs pour utiliser la même tactique contre les Français, en particulier Maad a Sinig Sanmoon Faye, le successeur de Maad Coumba Ndoffène en 1871. La révocation des droits excessifs des coutumes traditionnelles versés par les marchands français à la Couronne, le refus des rois Sérères d'avoir à acheter français et posséder des terres dans les pays sérères ou de construire dans la maçonnerie (voir Maad a Sinig Ama Diouf Gnilane Faye Diouf) étaient tous des facteurs contributifs à cette guerre,.
En mai 1859, Faidherbe est arrivé à Gorée avec 200 tirailleurs et 160 troupes de marine. Il a ensuite rassemblé la garnison de Gorée, les gens de Gorée, de Rufisque et les Lébous de Dakar pour lutter contre les Sérères du Sine en revanche de la victoire de Coumba Ndoffène Famak et de Sanmoon Faye contre Pinet-Laprade plus tôt cette année à la Bataille de Djilass (13 mai 1859),. Dans une lettre envoyée à Paris en ce qui concerne la façon dont il a prétendument réussi à obtenir le soutien des Wolofs et des Lébous, il rapporte :
« Je leur ai dit qu'ils étaient Français, et que pour cette raison ils ont dû prendre les armes pour se joindre à nous et ont eu à participer à l'expédition que nous allons faire contre leurs voisins pour obtenir des réparations pour les torts de ces personnes avaient fait pour nous ».
De Rufisque, les troupes françaises sont entrées à Joal, l'une des principautés du Royaume du Sine. Dans Joal, ils se heurtèrent à Maad Coumba Ndoffène Famak de Buumi (prince héritier) - Prince Sanmoon Faye, qui était en patrouille avec certaines des forces du Sine. Pris par surprise et totalement ignorant de ce que les forces françaises faisaient en pays sérère, les deux parties ont ouvert le feu. La force de patrouille du Sine a été forcée de se retirer, mais deux de ses membres ont été capturés par les Français, et l'un d'eux s'est vu confier la tâche d'aller dire à Maad Coumba Ndoffène Famak Diouf que l'armée française serait à  Fatick dans trois jours. Fatick a été l'une des principautés les plus importantes du Sine.

## La bataille
Dans la matinée du 18 mai 1859, l'armée française arrive à Fatick et prend ses positions. Le roi du Sine et son armée qui a été mobilisée par le son des junjung (les tambours de guerre sacrés du Sine), montaient la garde à Logandème. Vers 9 heures, l'armée sérère ouvre le feu contre les forces françaises. Les Français ripostent et la bataille commence. A 9 h 30, bouleversés par la puissance militaire française, Maad a Sinig Coumba Ndoffène Famak Diouf et ses forces ont été contraints de faire une retraite précipitée. Quelques minutes plus tard, le roi du Sine et sa cavalerie réapparaissent sur le champ de bataille. Cependant, étant incapables de rompre les rangs français, ils sont finalement vaincus,. Après la victoire française, le gouverneur Louis Faidherbe donne l'ordre de brûler Fatick et les villages environnants. Faidherbe a affirmé que 150 Sérères étaient « tués ou blessés, mais que la force française avait seulement cinq blessés ».
Le gouvernement français à Paris a critiqué Faidherbe pour avoir effectué une expédition militaire sans l'en aviser. En réponse à cette critique, Faidherbe a affirmé qu'il ne faisait qu'occuper une superficie qui appartenait à la France depuis 1679. Selon les historiens, comme Klein, Faidherbe a joué avec les mots et a élaboré la politique de base au Sénégal, aboutissant à une occupation d'une zone qui n'avait jamais appartenu à la France. Ni le Royaume du Sine, ni aucune de ses provinces n'avait jamais appartenu aux français.

## Conséquences
Après sa défaite à Logandème, et la conquête militaire française de certaines des provinces du Sine, Maad Coumba Ndoffène Famak a été contraint à un traité qu'il jugeait inacceptable. Une partie de ce traité inclut : garantir la liberté du commerce français ; permettant aux Français un monopole du commerce ; en permettant aux négociants français le droit d'acheter un terrain et construire en maçonnerie ; l'impôt payé à la Couronne ne serait qu'une taxe à l'exportation de 3 pour cent et les sujets français seront jugés par des tribunaux français,. Maad Coumba Ndoffène Famak a vu ce traité comme injuste et a conclu que les Français ont essayé de saper sa souveraineté. Des historiens comme Klein et Diouf postulent que le roi du Sine n'était pas encore prêt à renoncer à son pays en dépit des directives françaises. Le 8 juillet 1860, il a écrit une lettre au commandant de Gorée dans les termes suivants :
« Vous voulez prendre par la force Fadioudj, Mbourdiam et Ndiouk. Si vous m'empêchez de posséder ces trois villages, nous tuerons tous les blancs qui viendront dans notre pays... Après cela nous ne voulons ni or, ni argent, ni diamant ; nous ne voulons que les habitants de Diavalo (Joal) et de Fadioudj (Fadiouth). Si vous prenez Diavalo, Fadioudj et Ndiouk, il y aura une grande guerre entre vous et nous jusqu'à ce que je les possède comme avant, ».
Les menaces de Maad Coumba Ndoffène Famak ont peu entravé la domination française au Sénégal. Toutefois, certaines de ses actions ont sérieusement endommagé la base économique de la France au Sénégal fût-ce temporairement, et les dégâts occasionnés étaient très coûteux à réparer pour l'administration française. Pour forcer les Français à céder à ses demandes qui comprenaient la perception des impôts et la récupération de ces provinces, le Maad a Sinig a donné l'ordre d'arrêter tout mouvement de bétail sérère de Joal. Les bovins étaient destinés à Dakar. Les champs d'arachide, une source de revenus majeure pour les Français, ainsi que l'infrastructure ferroviaire du transport ont été tous deux détruits. Cela a été suivi par une campagne de harcèlement des commerçants français à Fatick. La destruction des champs d'arachide ne concerne pas seulement les Français, mais aussi les agriculteurs sérères qui portaient le poids de ces guerres. Toutefois, il a empêché les agriculteurs de Sine de devenir trop dépendants de la coutume française, contrairement à Cayor dont les agriculteurs étaient fortement dépendants de la France à la suite de la famine du Cayor en 1863 et 1864 ; Faidherbe octroya des prêts aux agriculteurs de Cayor pour acheter des semences et y développer la culture de l'arachide, mais les a aussi contraints d'être trop dépendants de la France.
Le Royaume du Saloum, sous le règne de Maad Saloum Samba Laobé, a subi une campagne militaire similaire par les Français. Inspiré par des actions Maad Coumba Ndoffène Famak, le roi du Saloum a fait de même,. En octobre 1863, le roi du Sine était encore en train de récupérer ces provinces, en particulier la province de Joal, qui était extrêmement important pour Maad Coumba Ndoffène, parce que le Joal était un important centre commercial, comme en témoigne David Boilat dans "Esquisses Sénégalaises" (1853). La conquête française de Joal a été un coup sévère à Maad Coumba Ndoffène Famak, non seulement économique, mais aussi en termes de la défense. Sur le plan économique, Joal a énormément contribué au chiffre d'affaires du pays. Les guerres menées par les djihadistes musulmans marabouts, tels Maba Diakhou Bâ, empiétaient sur le Royaume du Sine. Comme le Royaume du Sine ne dépend pas des armes françaises, ni assistance militaire française, Joal a été la seule passerelle pour Maad Coumba Ndoffène Famak pour acheter des armes aux Britanniques en Gambie pour défendre son pays contre toute menace potentielle le musulman marabouts peut lancer dans le Sine. Par la conquête de Joal française, ils lui ont coupé la seule voie disponible pour Maad Coumba Ndoffène d'acquérir des armes de la britannique et défendre ses frontières. La conquête française de pièces de Sine, Joal, en particulier, non seulement ont bénéficié les Français, mais aussi le mouvement marabout du XIXe siècle qui ont été acheter des armes aux Britanniques en Gambie par l'intermédiaire du Saloum, et dépendait en grande partie sur les armes britanniques, même si la victoire Maad Coumba Ndoffène Famak contre les marabouts à la bataille de Fandane-Thiouthioune (18 juillet 1867). Maad a Sinig Coumba Ndoffène Famak Diouf a vu les Français comme le plus grand ennemi et la menace que Maba Diakhou Bâ et ses djihads. Pour les 12 prochaines années, depuis sa défaite à Logandème par Faidherbe, il continue à tenter de reprendre Joal aux Français. En août 1871, il quitte sa capitale (Diakhao) pour Joal en vue d'exercer sa souveraineté. Il a été assassiné à Joal par les Français. Il est mort par coup de feu.
« Les Français traités visite Coumba N'Doffène comme un autre exemple de vol tyeddo, mais il est plus probable que ce fut une autre tentative de la part du « Bur » (« roi », le Maad a Sinig) pour montrer aux Français qu'il pourrait être un ami précieux ou d'un ennemi puissant. La demande Coumba N'Doffène était simple : la reconnaissance claire de la suprématie du Bur dans Sine »